# 4266 Waltari
4266 Waltari è un asteroide della fascia principale del diametro medio di circa 24,1 km. Scoperto nel 1940, presenta un'orbita caratterizzata da un semiasse maggiore pari a 3,1720155 UA e da un'eccentricità di 0,1744577, inclinata di 16,49477° rispetto all'eclittica.